# Biscuiterie Saint-Michel
Biscuiterie Saint-Michel est une entreprise  agroalimentaire française, filiale de St Michel Biscuits, qui produit et commercialise des pâtisseries sèches (biscuits) sous la marque commerciale St-Michel.

## Histoire

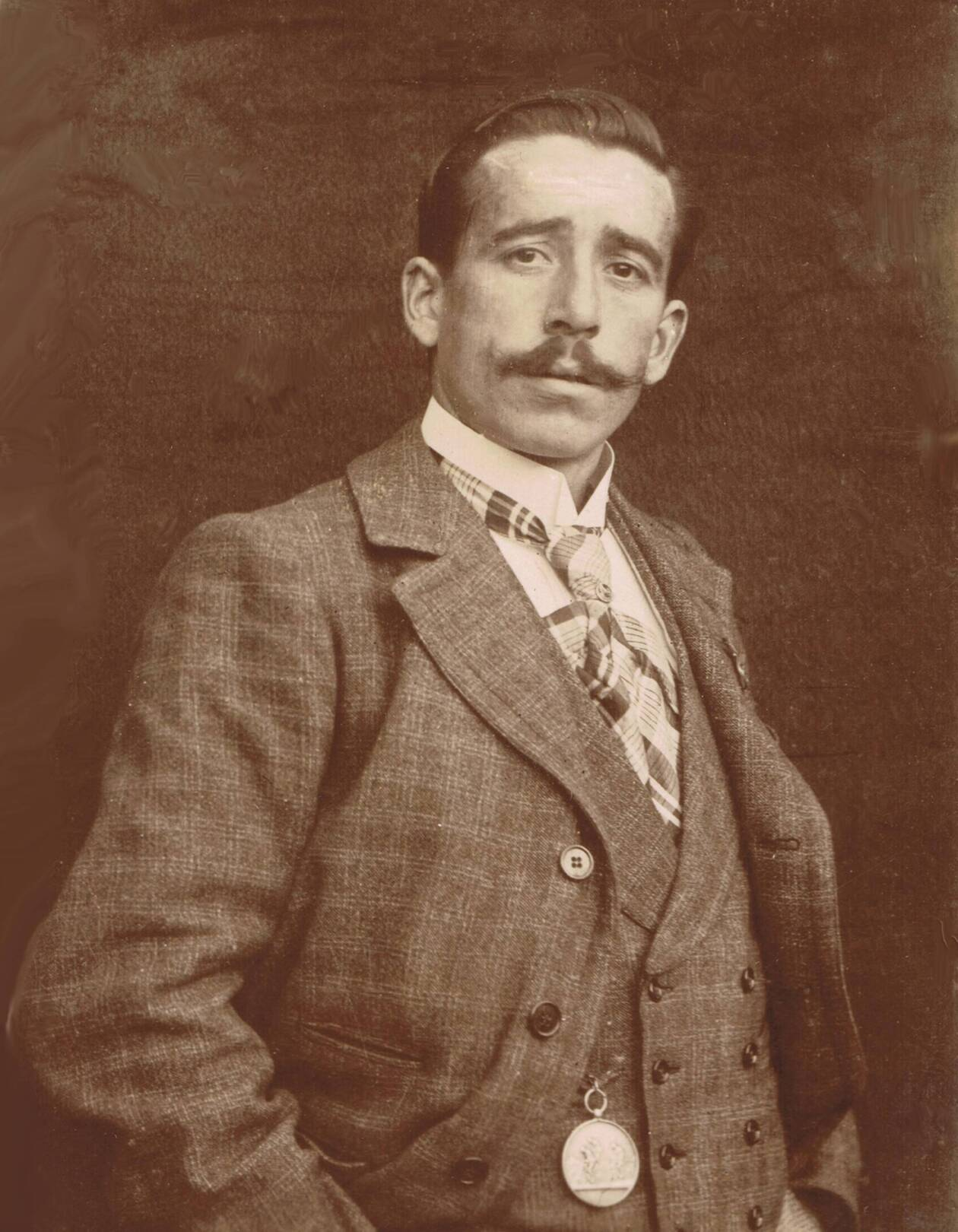
Joseph Grellier (1875-1912), créateur des Galettes Saint-Michel.

Au début du XXe siècle, un pâtissier, Joseph Grellier, fabriquait des petits biscuits dorés dans le bourg de Saint-Michel-Chef-Chef auxquels il donna le nom. La boulangerie est ouverte en 1905 et Joseph Grellier, cherchant un biscuit qui se garde facilement et longtemps, créé les Galettes Saint-Michel. Sa femme, Constance, décide de vendre ces biscuits aux riches dames de Paris qui venaient aux bains de mer, à Tharon-Plage, station balnéaire dépendant de la commune de Saint-Michel. La marque Saint-Michel est créée cette année-là. 

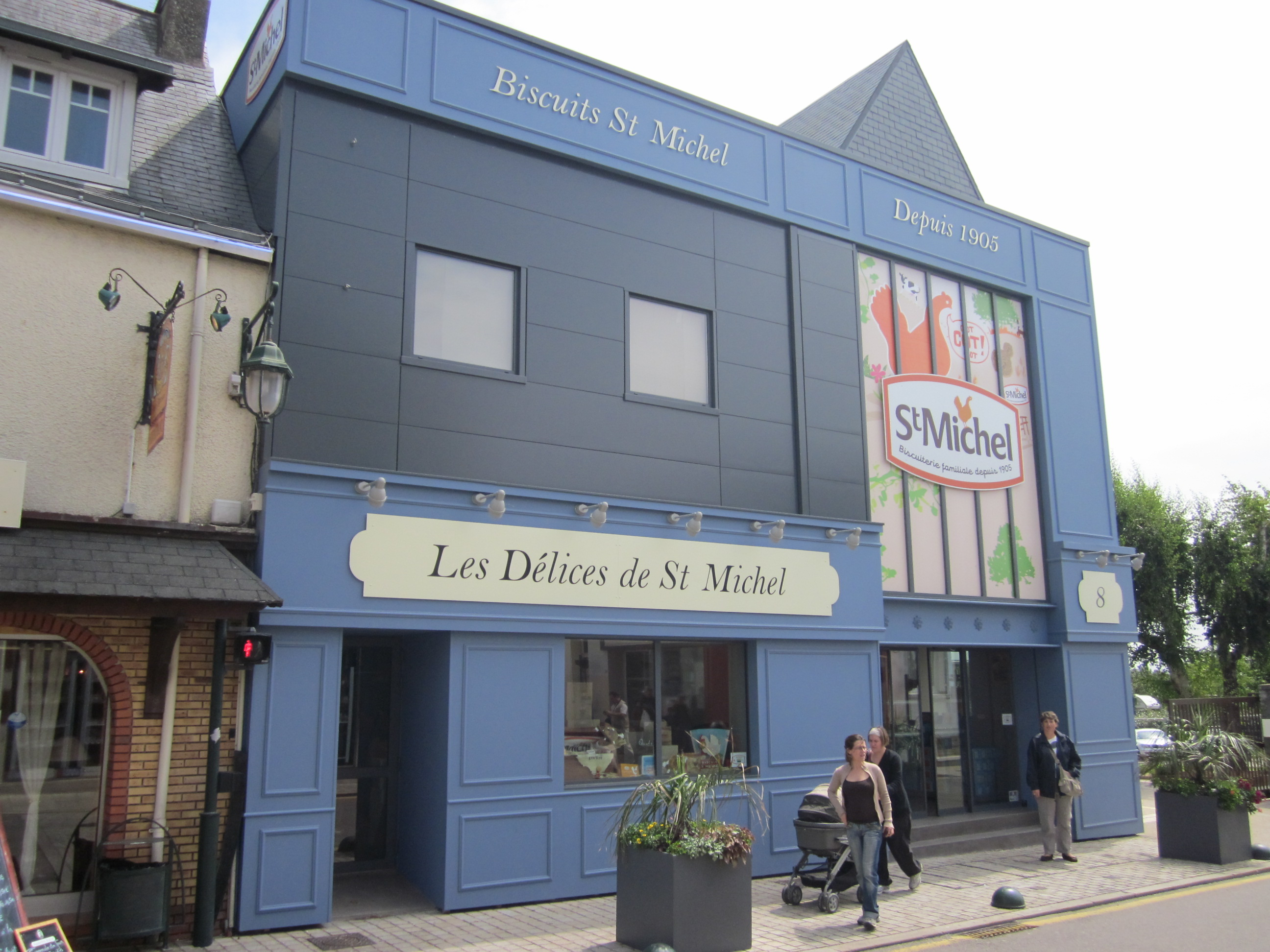
Biscuiterie Saint-Michel, à Saint-Michel-Chef-Chef.

En 1912, Joseph Grellier fait construire un atelier de fabrication, en face de la boulangerie, pour répondre au succès grandissant de sa galette. Ce bâtiment est aujourd'hui encore un magasin de la biscuiterie. 
Les biscuits sont transformés industriellement à partir de 1919 par leur neveu, Félix Grellier, qui fonde la Société Biscuits Saint-Michel. La production se diversifie avec les sablés de Retz, les Éventails d'or et les palets bretons Roudor.
La biscuiterie demeure dans le giron de la famille Grellier jusqu'en 1994 et son acquisition par le groupe allemand Bahlsen. Elle devient alors une filiale de Bahlsen sous la marque Bahlsen Saint-Michel. 
En mai 1994, une plainte pour « atteinte à la dignité humaine » est déposée par un collectif de plusieurs organismes contre l'usage par la Biscuiterie Saint-Michel de sa nouvelle marque commerciale « Bamboula » (des biscuits au chocolat qui avaient pour mascotte un enfant noir travaillant dans un monde imaginaire appelé « Bambouland »). La contestation atteint son pic en réaction à la mise en place par la biscuiterie d'un « Village de Bamboula » à Port-Saint-Père, avec des figurants ivoiriens, forme de zoo humain,,,.
En 2006, Bahlsen se sépare de Biscuiterie Saint-Michel et revend cette marque au groupe Morina Baie Biscuits,, qui comprend déjà la société Morina Pâtissier et la Biscuiterie de la Baie du Mont-Saint-Michel.
En 2008, Morina Baie Biscuits devient St Michel Biscuits.

## Méthodes et lieux de transformation des produits agricoles
Avant son rachat par Morina Baie en 2006, Saint-Michel fabriquait dans trois usines, à Saint-Michel-Chef-Chef, le site historique, Commercy (Meuse) pour les madeleines, et Saint-Père-en-Retz. Aujourd'hui, les produits sortent des huit usines du groupe St Michel Biscuits.
Les transformations agroalimentaires Biscuiterie Saint-Michel sont certifiés Origine France Garantie, à savoir que ses activités et ses approvisionnements sont majoritairement situés en France[source insuffisante].
Un réseau de boutiques Saint-Michel couvre Ardevon, Beauvoir, Commercy, Contres, La Rochelle, Nantes, Tours, Saint-Michel-Chef-Chef, Vannes et Saint Malo (ainsi qu'une boutique en ligne).

## Identité visuelle

Logotypes successifs
Ancien.
Actuel.